# Bernhard Britz
Bernhard Rudolf Britz (født 27. marts 1906, død 31. maj 1935) var en svensk cykelrytter, som deltog i de olympiske lege 1932 i Los Angeles.
Britz deltog i landevejsløb og vandt en bronze ved OL 1932 som del af det svenske hold i holdkonkurrencen i landevejscykling. Holdløbet fandt sted sammen med det individuelle løb, hvor tiderne for de tre bedste fra hver nation blev anvendt. Britz blev bedste svensker på den individuelle tredjeplads, mens Sven Höglund sluttede som nummer otte og Arne Berg som nummer tyve. Løbet blev afviklet som enkeltstart på 100 km, og Britz' tid blev 2.29.45,2. Han blev kun overgået af de to italienere Attilio Pavesi og Guglielmo Segato; Italien vandt holdkonkurrencen foran Danmark.
Britz var en af de bedste svenske cykelrytter i slutningen af 1920'erne og begyndelsen af 1930'erne, hvor han vandt ni svenske mesterskaber, herunder seks holdmesterskaber. Han blev desuden nordisk mester i enkeltstart i 1933 samt holdmester i 1930 og 1933. Desuden vandt han Mälaren runt i 1933.
Han reklamerede for cykelfabrikken Brivex i Nässjö, der udviklede nye geartyper i hans navn – dog uden større succes. Han omkom under et cykelløb i 1935 efter en kollision med en lastbil.